# Црква Свете великомученице Марије Магдалене у Бресници
Црква Свете великомученице Марије Магдалене у Бресници, насељеном месту на територији града Врања, православни је храм који припада Епархији врањској Српске православне цркве.
Црква посвећена Светој великомученици Марији Магдалени подигнута је 1906. године, на темељима цркве из времена Немањића, о чему сведочи и натпис на плочи изнад улаза у припрату:
Храм Свете Великомученице Марине обновљен на рушевинама из доба славних Немањића, 1906. године, освећен 17. јула 1913. године, владика Доситеј. Обновили побожни хришћани, сељани Бреснице, Ранутовца и околине.
Северозападно од цркве налази се дрвени звоник, са натписом из 1935. године. На иконостасу, који је од 1912. до 1914. године осликао Т. И. Буџароски, налазе се 43 иконе.
Благословом Епископа врањског Пахомија, 2003. године почиње велика обнова ове цркве, чији су радови приведени крају 2015. године. Звоник је обновљен 2004. године.